# Tunnel de Bure
Le tunnel de Bure est un tunnel autoroutier à un tube parcouru par l'autoroute A16 et situé dans le canton du Jura en Suisse. D'une longueur de 3 059 mètres, il est ouvert à la circulation depuis le 21 août 2014.

## Situation
Le tunnel de Bure est l’un des ouvrages majeurs de l’autoroute A16 entre Boncourt et Porrentruy-Ouest. Il franchit le plateau de Bure, de la Place d’armes fédérale de Bure au nord à la Combe di Pouche, sur la commune de Courtedoux, au sud. Son portail nord se situe entre Bure et la jonction 2 Bure de la Transjurane, alors que son portail sud se trouve au nord-est de Courtedoux, et avant la jonction 3 Chevenez.

## Historique
Le gouvernement jurassien adjuge en novembre 2006, pour un budget de 131 millions CHF, les travaux de génie civil du tunnel de Bure au consortium d’entreprises GTB (Groupement Tunnel de Bure). En janvier 2007 ont débuté les travaux d’installation du chantier et les terrassements de la tranchée d’accès au portail sud. L’excavation a débuté le 21 janvier 2008 au portail sud. Selon le projet, l’avancement moyen du tunnelier devait être de 18,4 mètres par jour. Finalement, après sept mois d’excavation, le tunnelier perçait en moyenne 25 mètres par jour en raison de la bonne qualité de la roche et de la maîtrise de la machine par l’entreprise. Finalement la fin de l'excavation intervient fin octobre/début novembre 2008, alors qu'elle était prévue en décembre. Les travaux de génie civil se sont achevés fin décembre 2010. Il a été ouvert à la circulation avec le tronçon entre Bure et Porrentruy de l'A16 le 21 août 2014.

## Caractéristiques
Le tunnel de Bure est un tunnel monotube à circulation bidirectionnelle avec galerie de sécurité. Au total il mesure 3 059 mètres de long, dont 2 091 m en souterrain et 158 m en tranchée couverte pour les deux portails. Sa section est de 125 m2 et a nécessité l'excavation de 382 400 m3 de roche sédimentaire. Il a été creusé au tunnelier muni d’une tête de forage d’un diamètre de 12,6 m.
Le système de ventilation, qui assure l’évacuation de l’air vicié et des fumées en cas d’incendie, est notamment composé d'une centrale, d'un puits et d'une cheminée situés à 1 300 mètres du portail sud, au point haut de l’A16 à une altitude de 559,4 mètres.
La galerie de sécurité, qui est la galerie de reconnaissance réalisée de 1999 à 2001, mesure 3 053 mètres de long, a section de 10 m2 et a nécessité l'excavation de 30 530 m3 de roche.